# Enchanted Forest (juego de mesa)
Enchanted Forest es un juego de mesa para entre dos y seis jugadores creado por los diseñadores de juegos Michel Matschoss y Alex Randolph. La primera edición se publicó por Ravensburger en Alemania en 1981 bajo el nombre de Sagaland.
El tablero de juego presenta un pueblo (inicio), un castillo (final) y un bosque propio de un cuento de hadas. En el se encuentran abetos en cuya parte inferior se muestra un símbolo relacionado con un cuento, por ejemplo los zapatos de Cenicienta o la lámpara de Aladino. Los jugadores intentan encontrar el árbol asociado a una carta, intentando recordar la ubicación de los distintos símbolos que encuentran en su camino.
Enchanted Forest fue ganador del premio Spiel des Jahres de 1982.